# Hôtel de Castries

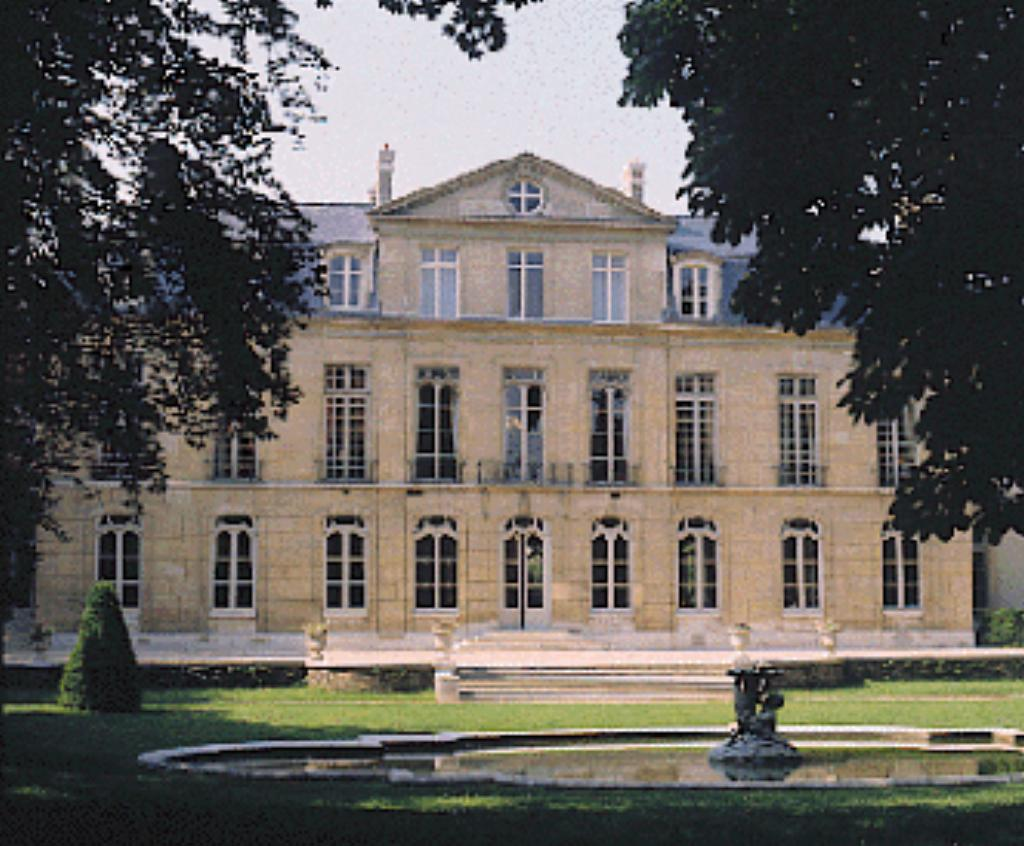
Hôtel de Castries, Gartenfassade

Das Hôtel de Castries (Castries wird kastʁ ausgesprochen) ist ein Hôtel particulier im Pariser Stadtteil Quartier des Invalides. Das Gebäude wurde Ende des 17. Jahrhunderts für Jean Dufour, seigneur de Nogent-les-Vierges erbaut. Seine Witwe veräußerte es 1708 an die Familie de La Croix, die es bis 1886 besaß. Seit 1946 gehört das Stadtpalais dem französischen Staat und dient bis heute als Sitz verschiedener Ministerien. 
Das Hôtel ist Zeuge dafür, dass der Faubourg Saint-Germain im 17. und 18. Jahrhundert ein Mittelpunkt der vornehmen aristokratischen Gesellschaft Frankreichs war. Es steht samt Innenhof und Gartenanlage seit dem 16. September 1957 als klassifiziertes Monument historique (französisch monument historique classé) unter Denkmalschutz. Da die Räume durch ein Ministerium genutzt werden, ist das Gebäude normalerweise nicht zu besichtigen. Eine Ausnahme gibt es alljährlich im September anlässlich der European Heritage Days, an denen das Gebäude und sein Garten Besuchern für eine Besichtigung offen stehen.

## Geschichte

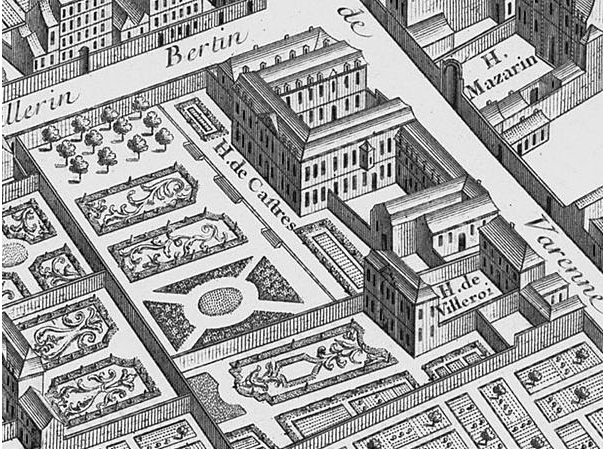
Das Hôtel de Castries und seine Nachbargebäude auf dem Turgot-Plan, 1734–1736.

Im Jahr 1694 erwarb der aus einer alten normandischen Familie stammende Jean Dufour, Seigneur von Nogent-les-Vierges, ein Grundstück im seinerzeit noch fast vollkommen unbebauten Areal von Saint-Germain, um dort anschließend ein Logis zu errichten, für dessen Bau er 1696 die Erlaubnis erhielt. Entsprechend wurde das Gebäude nach der Fertigstellung zunächst Hôtel de Nogent genannt. Es bestand aus einem zentralen Corps de Logis und zwei daran im rechten Winkel anschließenden Seitenflügeln, von denen die Wirtschaftsräume wie Pferdeställe, Scheune und Küche erreichbar waren.
Jean Dufours Witwe Angélique Guyner verkaufte das Haus im September 1708 an den Marquis von Castries, Joseph François de La Croix, dessen Familie das Hôtel bis zum Jahr 1886 besaß. Nach seinem Tod im Jahr 1728 war das Stadtpalais vorübergehend an Charles Armand de Gontaut, duc de Biron vermietet. Joseph François' Sohn, Charles Eugène Gabriel, ließ das Gebäude mit den finanziellen Mitteln aus dem Erbe seines Onkels, dem Marschall von Belle-Isle, ab 1761 aufwändig umgestalten und modernisieren. Die aus jener Zeit stammenden Boiserien des Kunsttischlers Jacques Verberckt sind bis heute erhalten, ebenso wie das 1762 errichtete Portal, das von dem Architekten Jacques-Antoine Payen entworfen wurde.

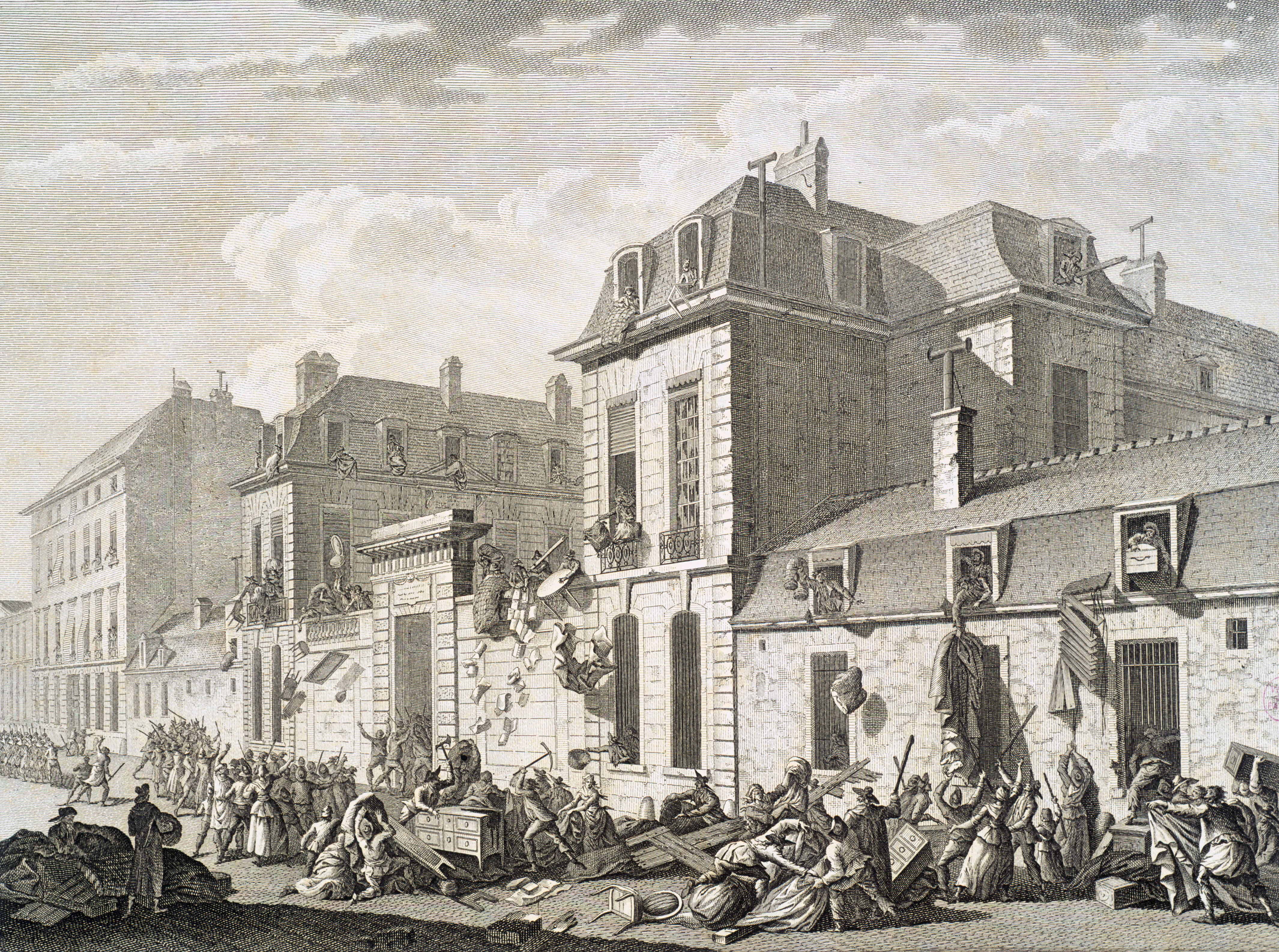
Erstürmung und Plünderung des Hôtels de Castries 1790, Stich von Pierre-Gabriel Berthault

Charles Eugènes Sohn Armand Charles Augustin de La Croix wurde zum Herzog erhoben und machte von sich reden, als er den Deputierten der Nationalversammlung Charles de Lameth in einem Duell am 12. November 1790 verwundete. Am Tag danach zog eine durch die jakobinerfreundliche Presse aufgestachelte Menge zu Armands Stadtpalais und verwüstete sowie plünderte es. Später wurde das Hôtel während der Französischen Revolution als Nationalgut konfisziert, aber der zweite Herzog von Castries, Edmond Eugène Philippe Hercule de La Croix, erreichte 1826 die Rückgabe an seine Familie. Er ließ das Gebäude in der Zeit von 1843 bis 1863 zuerst durch den Architekten Joseph-Antoine Froelicher und später von Francois-Clement-Joseph Parent durchgreifend verändern, wodurch es sein heutiges Aussehen erhielt. Ab 1851 bewohnte der Herzog nicht mehr das gesamte Gebäude, sondern nutzte nur noch dessen Erdgeschoss und Garten, während der übrige Teil an andere Adelsfamilien vermietet wurde. Unter den Mietern befanden sich unter anderem die Clermont-Tonnerre, die La Rochefoucauld-Liancourt, die Lestrade und die Herzöge von Saint-Aignan. Bei seinem Tod 1866 hinterließ der zweite Herzog das Palais seinem Neffen Charles Auguste de La Croix de Castries, nach dessen Ableben im Jahr 1886 das Gebäude an Louise Lebeuf de Montgermont und ihren Ehemann Louis de Broglie-Revel verkauft wurde, weshalb das Palais zu jener Zeit auch Hôtel de Broglie genannt wurde. Ab 1936 war das Erdgeschoss des Hôtels an den Grafen von Castellane vermietet, dessen Familie es 60 Jahre lang bewohnte, ehe Mobiliar und Einrichtungsgegenstände nach dem Auszug in Monaco versteigert wurden.
Seit 1946 gehört das Hôtel de Castries dem französischen Staat, und sein Obergeschoss wird seither durch verschiedene französische Ministerien genutzt. Seit 2012 ist dies das Ministerium für territorialen Zusammenhalt und Beziehungen zu den lokalen Behörden bzw. seine Vorgängerinstitutionen.

## Beschreibung

### Äußeres
Das Stadtpalais ist ein dreiflügeliges Gebäude mit U-förmigem Grundriss, dessen zweigeschossige Trakte einen nahezu quadratischen Innenhof umgeben. Dessen südliche, zur Straße gelegene Hofseite wird von einer hohen Mauer begrenzt, in deren Mitte ein großes Eingangstor liegt. Dieses ragt in der Höhe über die mit einer Balusterbrüstung abgeschlossenen Mauer hinaus und besitzt eine rustizierte Rahmung.
Alle Flügel des Logis sind von einem schiefergedeckten Dach abgeschlossen. Der nördlich gelegene Haupttrakt zeigt an der Hofseite fünf Achsen, von denen die mittleren drei von flachen Pilastern gerahmt und durch einen Dreiecksgiebel mit Ochsenauge besonders betont werden. Das heutige Aussehen resultiert aus Umbauarbeiten in der Zeit von 1843 bis 1863, bei denen der Haupttrakt an der Hofseite um 2,50 Meter verbreitert wurde, um Platz für eine Galerie zu schaffen, von der alle Räume des Erdgeschosses unabhängig voneinander erreichbar sind. Im gleichen Zuge wurde das Portal in den Ostflügel verlegt.
An der Nordseite des Hôtels schließt sich über die gesamte Breite des Gebäudes eine große Terrasse an, von der eine breite Freitreppe in den Garten des Hauses mit einem Wasserbassin im Zentrum führt.

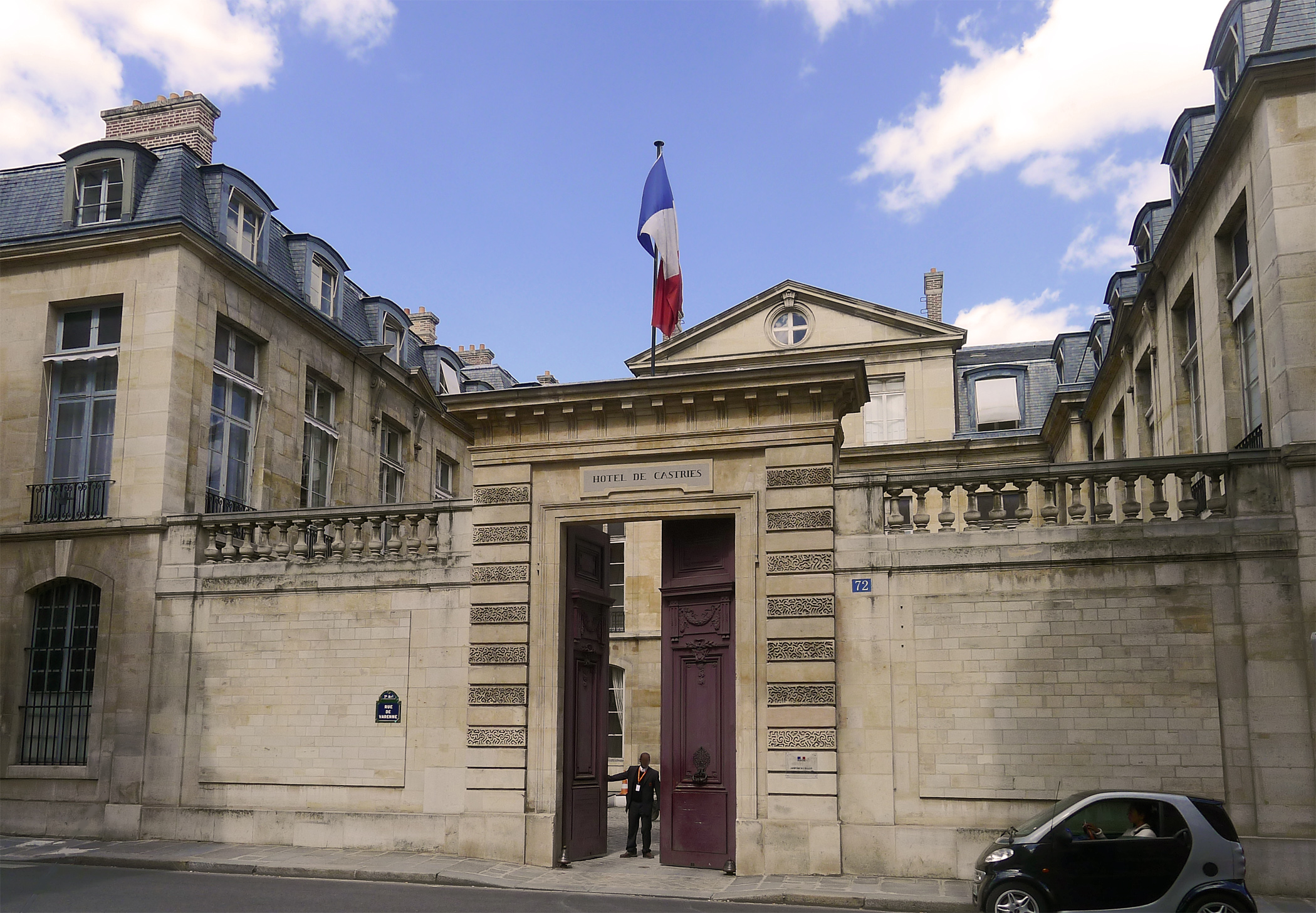
Ansicht von der Straße
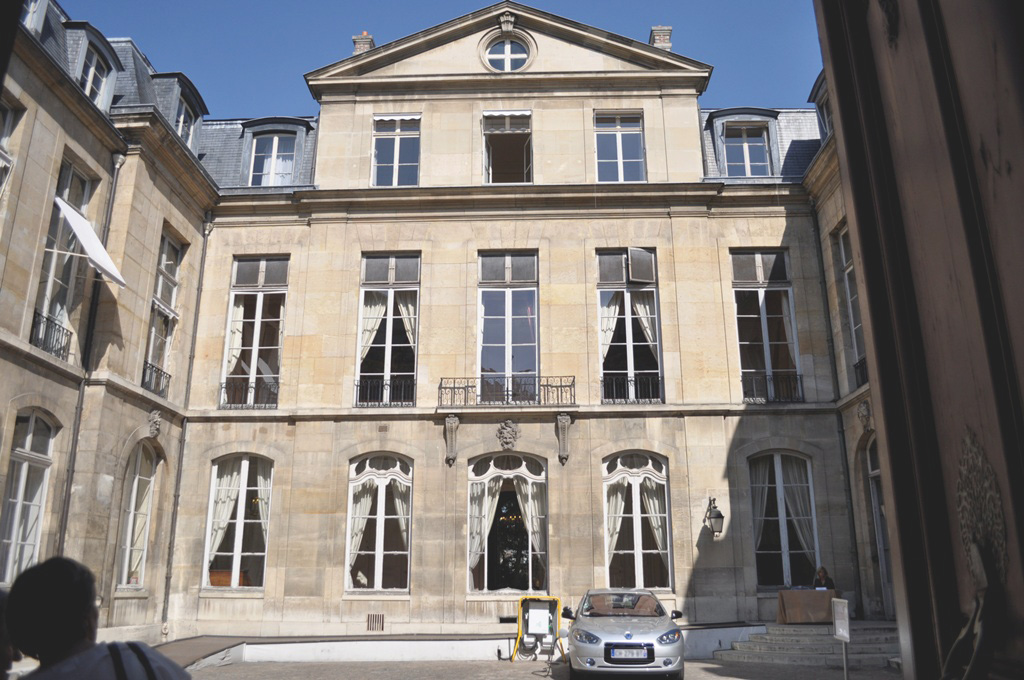
Mitteltrakt des Logis
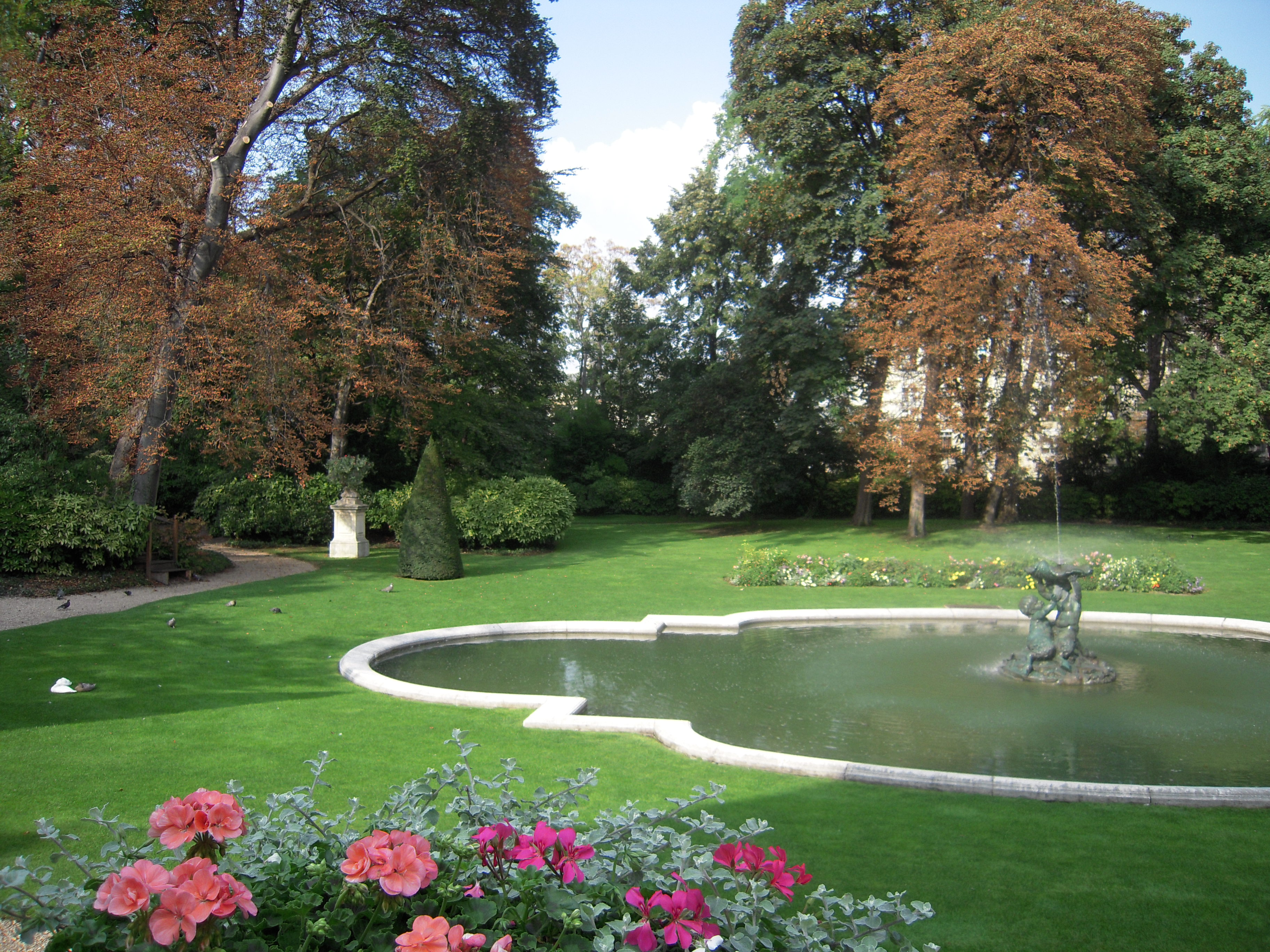
Garten

### Innenräume
Die heutige Ausstattung der Innenräume stammt mehrheitlich aus der Mitte des 19. Jahrhunderts. Im Ostflügel liegen hinter dem Portal ein Vorraum und die Haupttreppe. Sie führt ins Obergeschoss, wo sich unter anderem und ein Esszimmer befindet. Von diesem Trakt sind die ehemaligen Pferdeställe und ein Kornspeicher erreichbar. Der Westflügel beherbergt im Obergeschoss drei kleinere Räume und einen Salon, die über eine Treppe mit Eisengeländer erreichbar sind. Der in der Mitte liegende Haupttrakt besitzt in beiden Geschossen einen großen Salon und vier weitere Räume. Zu diesen zählen neben der großen Galerie der sogenannte Rote Salon (französisch salon rouge) und der Blaue Salon (französisch salon bleu), der dem jeweiligen Minister oder der Ministerin als Büro dient. Der Raum ist im Louis-seize-Stil eingerichtet, und zu seinen kunsthistorisch besonders wertvollen Ausstattungsstücken gehören Kandelaber aus der Zeit des Second Empires und eine Kaminuhr mit Boullemarketerie.

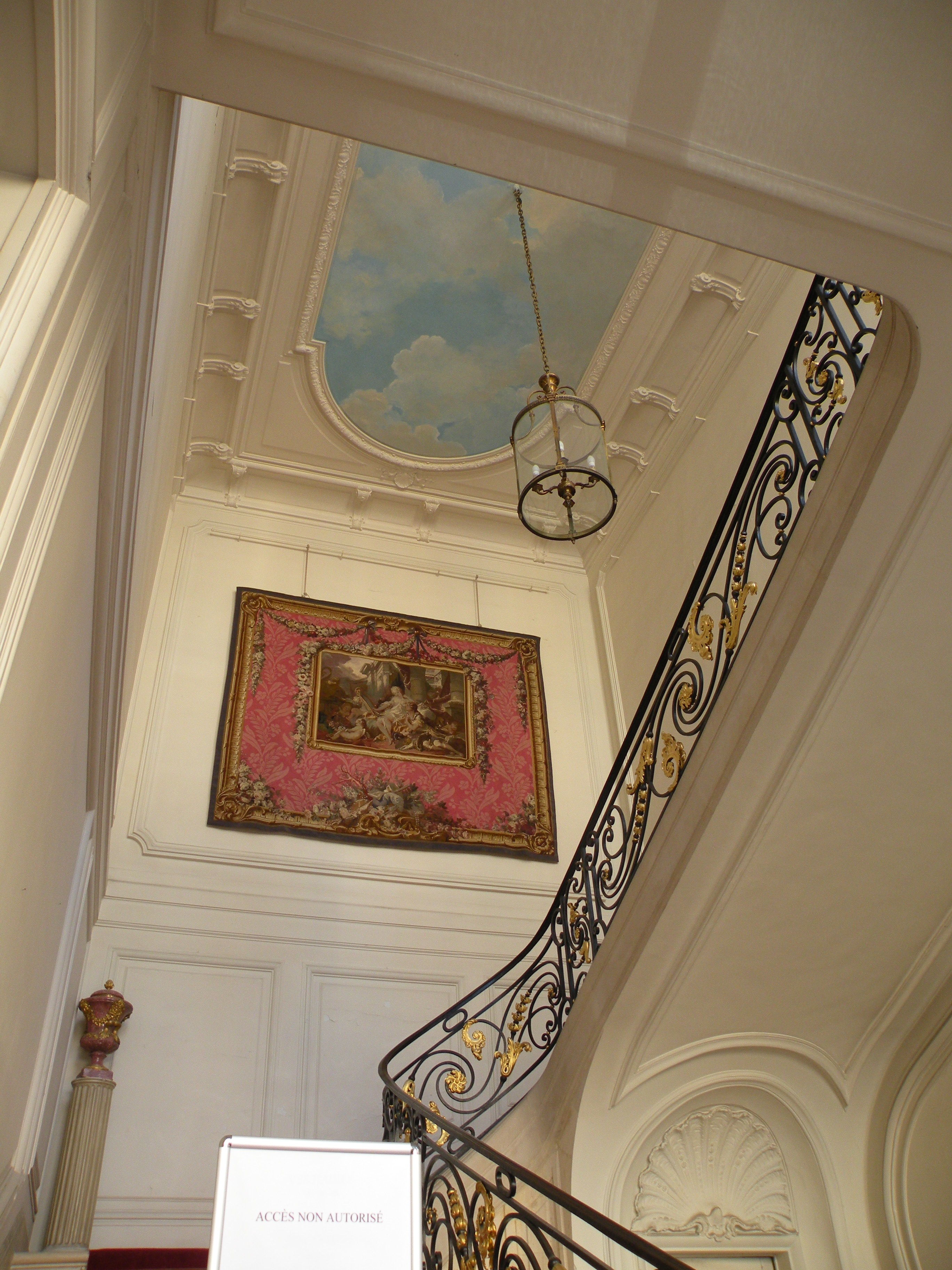
Haupttreppe
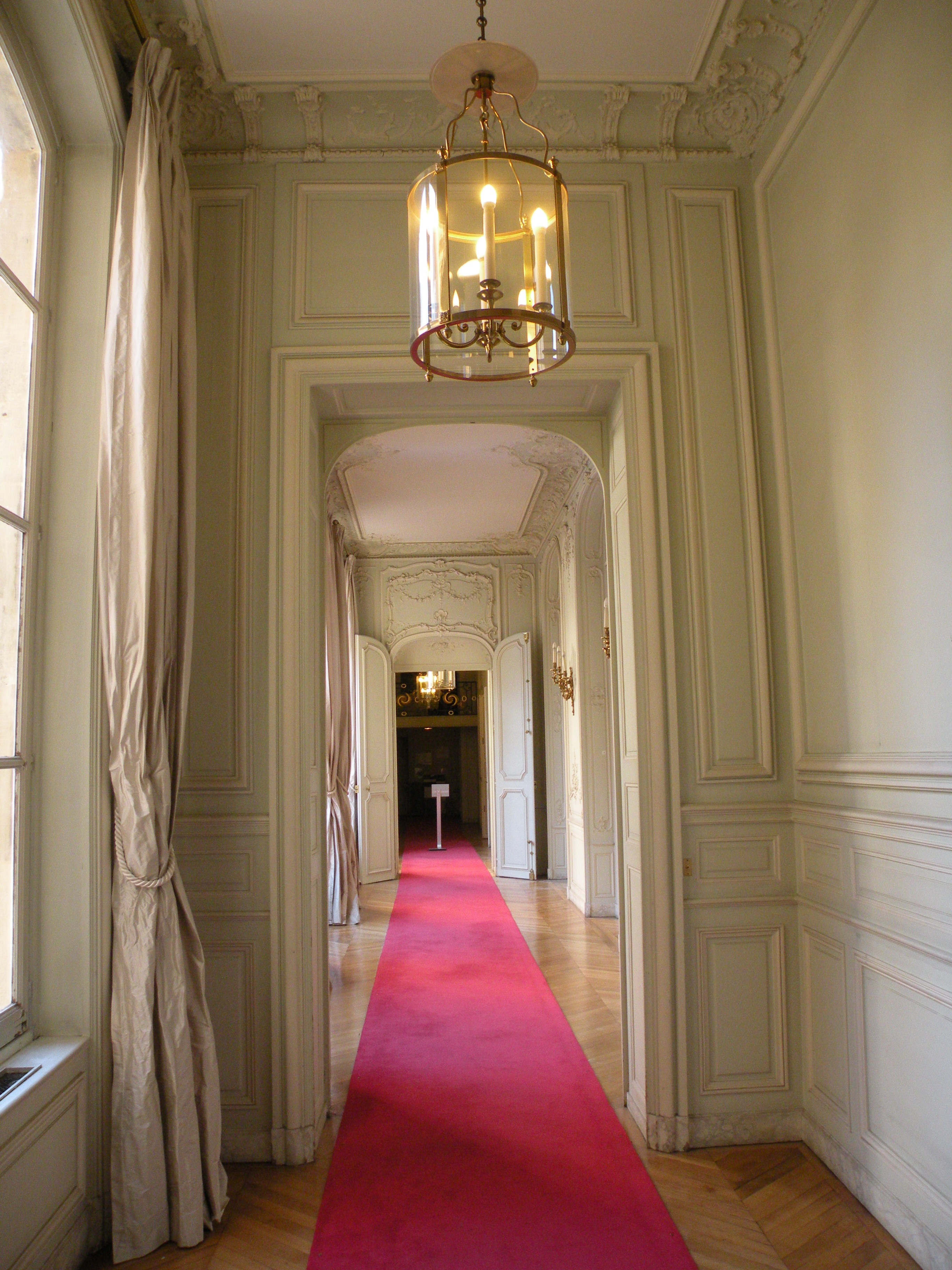
Galerie
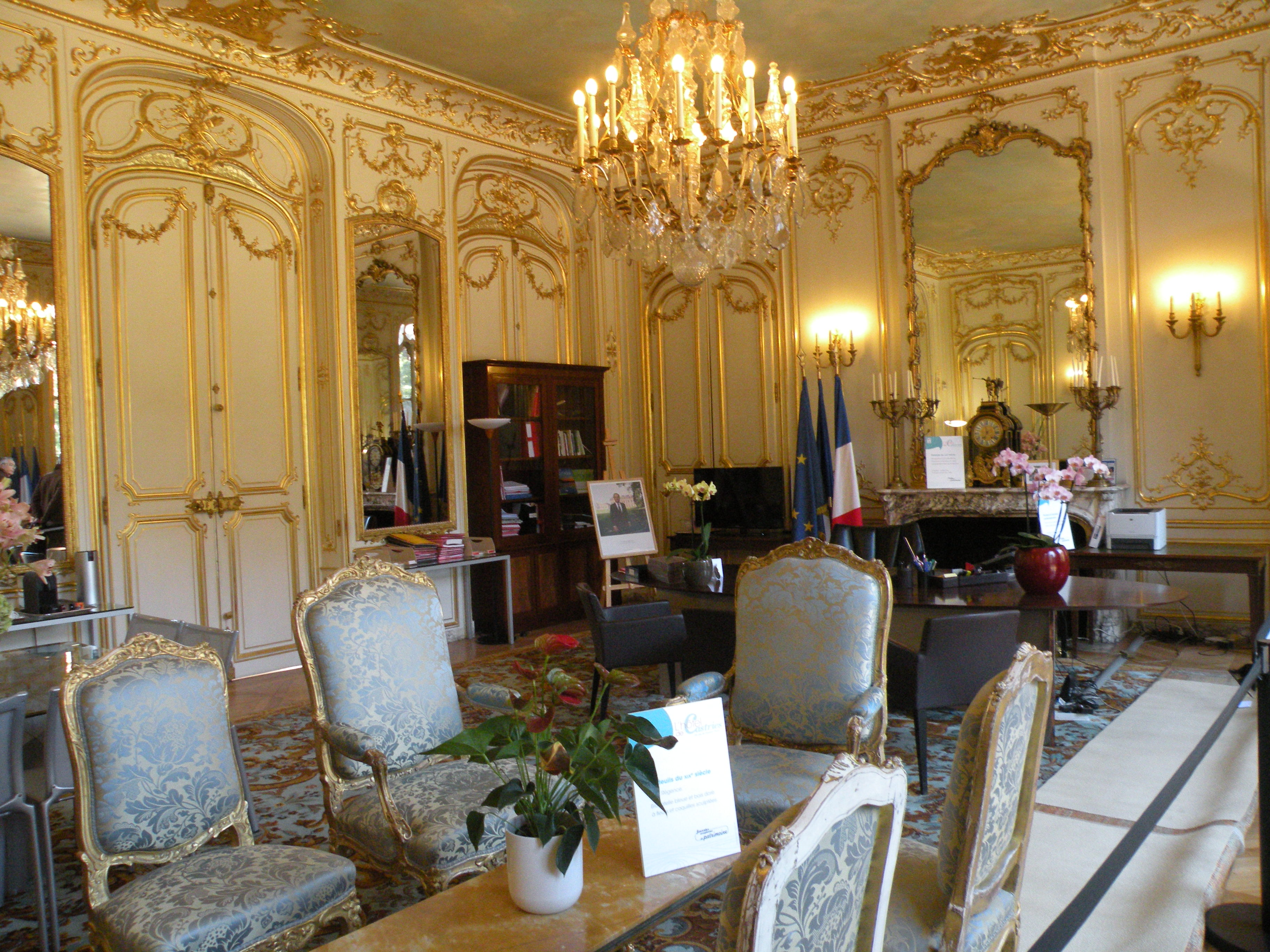
Blauer Salon
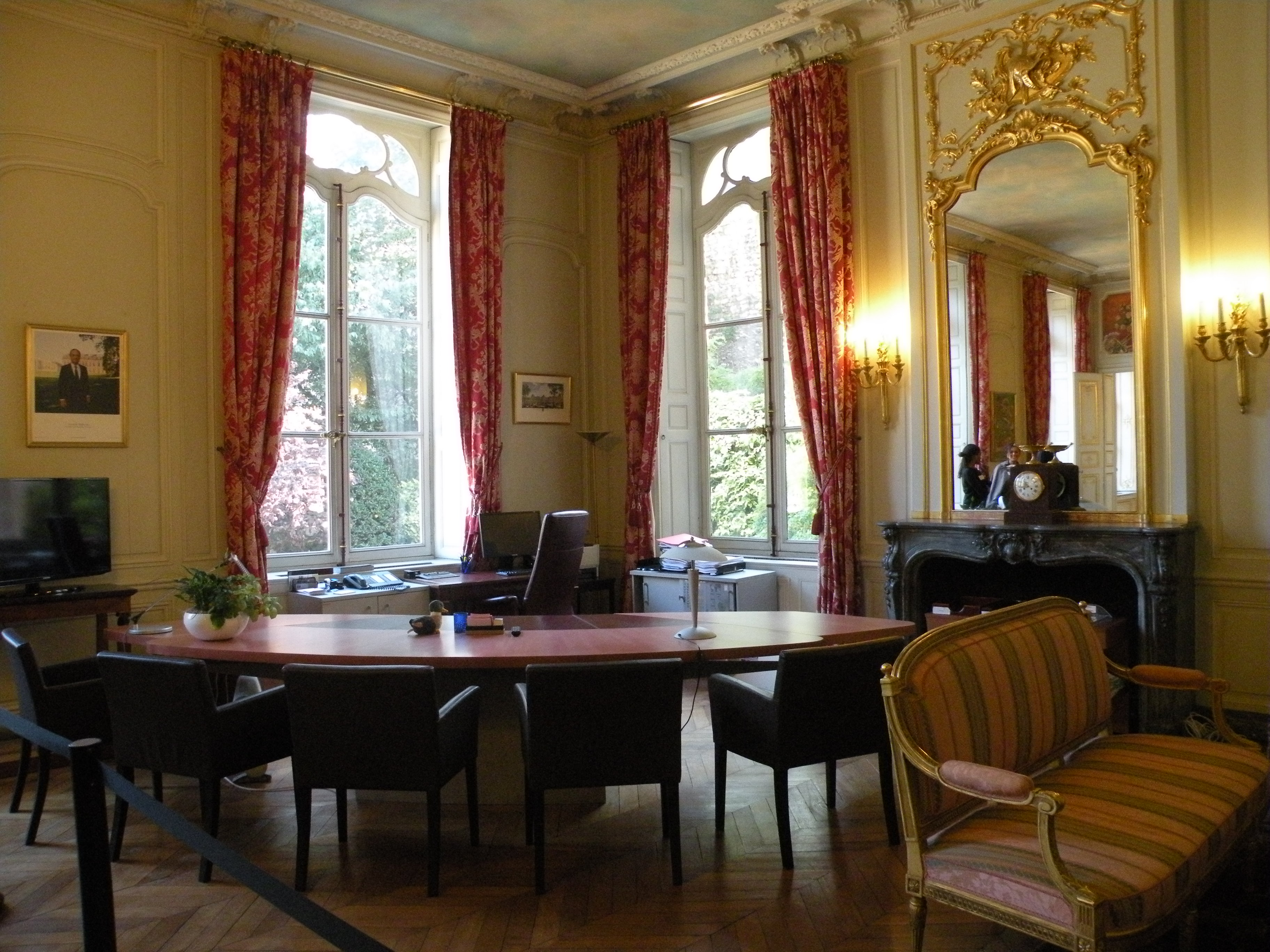
Roter Salon